# Sufete
Sufete o shophet (Š-P-T 'juez' en lengua cananea) era un miembro del senado de Cartago y de otras repúblicas fenicias, similar al senador romano, pero perteneciente a una aristocracia más cerrada, a la cual no se podía acceder salvo por nacimiento. Sin embargo, otras fuentes afirman que a diferencia de la monarquía, el cargo de sufete no era hereditario y se accedía a él por elección hecha con base en criterios de riqueza o de méritos personales. A esto apunta Aristóteles en La Política, al analizar la constitución de los cartagineses.

## Etimología
Carlos G. Wagner en su obra nos explica que el término spt suele traducirse por “juez” y son bien conocidos los “jueces”en el ambiente veterotestamentario . La fuente de esta opción es el término hebreo bíblico sófet, que la versión Septuaginta traduce normalmente krítés, y menos frecuentemente (en cuatro ocasiones) dikastés. En la Biblia, los usos específicos de la base /s-p-t/ son los de “dirigir”, “gobernar”, “ejercer una autoridad”, “decidir” entre una cosa y otra, y “decidir judicialmente” entre un acusador y un acusado, es decir: “establecer o restablecer un orden justo” . Estos dos significados de la palabra, “ejercer la función judicial” y “ejercer alguna forma de autoridad o gobierno” se documentan asimismo en Ugarit
La historia de los sufetes y su procedencia podría decirse que sufre varias segmentaciones, debido a las posibles ramas de las cuales podía derivar. No era una magistratura procedente únicamente de los cartaginenses y la poca documentación encontrada nos lleva a lugares fenicios del Mediterráneo.
Numerosas inscripciones halladas en Cartago hablan de que sus antepasados fueron sufetes (siglo VI y comienzos del V a. C.). La institución tuvo una gran solvencia puesto que se han encontrado algunas inscripciones en la región africana,  las cuales exponen que existió la presencia de sufetes en periodo romano, por lo tanto tuvo una dilatada duración.

## Funciones
Con la desaparición de la tiranía de los Magónidas, en Cartago se instituyó un sistema aristocrático donde los sufetes estaban al frente. Eran magistrados superiores con mucha similitud a los arcontes griegos o los cónsules romanos. La magistratura era colegiada, formada por dos sufetes, que se elegían anualmente. Tenían un amplio poder judicial y administrativo, ya que presentaban sus propuestas a la asamblea, que se limitaba a su ratificación.
Los sufetes presidían igualmente los juicios que se tenían acerca de los asuntos importantes. Su autoridad se extendía aun más allá de la ciudad de Cartago y entendían no solo en asuntos civiles, sino también en criminales
En un primer lugar, dirigían al ejército y a las campañas militares. Por lo que dice Tito Livio, parece que después de haber concluido el año de su magistratura, se les elegía pretores o grandes jueces, destino muy honorífico y de grandes e interesantes atribuciones.
Realmente no se tiene casi ninguna información sobre este cargo, dado que los romanos se dedicaron a destruir todo aquello que hablara o recordase a Cartago.